# Durs Egg
Durs Egg (1748-1831) fue un fabricante de armas británico de origen suizo, conocido por sus pistolas de chispa y por la producción de su compañía del rifle Ferguson.
Egg fue aprendiz en Solothurn y París antes de establecer su propio negocio en Londres en 1772. Fue contemporáneo de Joseph Manton, Jean Samuel Pauly y el tío de Joseph Egg.

## La vida
Urs Egg nació en una dinastía de armeros de Solothurn; tanto Urs como su hermano Jakob se hicieron cargo de la profesión del padre. Jakob encontró trabajo en la fortaleza de Hüningen. Acostado en una discusión con su padre, Urs se mudó con su hermano por un corto tiempo, quien lo consiguió trabajar. Pero en 1770 a más tardar estaba en Londres, donde trabajó para el armero Henry Nock. Ya en 1772 hizo su propio armero en el distrito de la ciudad de Westminster. En colaboración con el oficial británico Patrick Ferguson Egg desarrolló el rifle Ferguson. Como armero suizo altamente calificado, Egg produce mejores barriles que sus colegas ingleses. Alrededor de 1778 Egg trasladó su sede al distrito de St. James. Su reputación como armero creció, por lo que fue llamado a convertirse en armero. A los 35 años se casó con Ann Mary Salomon, con quien tuvo siete hijos. Desarrolló un mosquetón de carga trasera basado en el sistema Crespi.
El 29 de agosto de 1791, Egg tomó la ciudadanía británica. El trasfondo fue la creciente tensión entre Inglaterra y Francia y porque Suiza quedó bajo la influencia francesa (República Helvética). Para las guerras de coalición posteriores, Egg, en colaboración con Nock, produjo varios rifles y pistolas para el ejército británico y los realistas franceses. Además de las armas militares, Egg también produjo en gran número pistolas de duelo, armas de caza y rifles aéreos. Habiendo adquirido riqueza a través de sus ventas de armas, Egg invirtió en inversiones corporativas y bienes raíces.
Cuando el inventor suizo Samuel Johann Pauli llegó a Inglaterra en 1814, conoció a Egg. No hubo cooperación entre los dos en el campo de la tecnología de armas, pero Egg dio una mayor suma de dinero para la construcción de una aeronave. Se emitió una patente (No. 3909 de 1815) en ambos nombres. En ese momento, lidiar con Egg era difícil porque comenzó a estar en desacuerdo con su entorno. La construcción de la aeronave Dolhpin se prolongó durante dos años y continuó causando problemas. Cuando las guerras de coalición terminaron en julio de 1815, los ingresos de Eggs por la venta de armas colapsaron. Molesto por los retrasos en la aeronave, Egg hizo detener el trabajo y demandó a Pauli en la corte. Paralelamente a su disputa, la visión de Egg se deterioró. A partir de 1822 fue ciego. Se pelea cada vez más con su familia y socios comerciales; desafortunadamente, uno sospecha que es orgánico como la causa de su comportamiento hasta que murió en 1831.
John Egg, el hijo de Urs Egg, continuó con los negocios de su padre, pero no tenía el talento de su padre. El sobrino de Urs Eggs, Joseph Egg, por otro lado, fue significativamente más exitoso.
- Datos: Q3041625